# Jevgeni Oestjoegov
Jevgeni Romanovitsj Oestjoegov (Russisch: Евгений Романович Устюгов) (Krasnojarsk, 4 juni 1985) is een Russische biatleet.

## Carrière
Oestjoegov maakte zijn wereldbekerdebuut in januari 2009 in Oberhof, een week later scoorde hij in Ruhpolding zijn eerste wereldbekerpunten. In Antholz behaalde de Rus twee weken na zijn debuut zijn eerste toptien klassering. Op de wereldkampioenschappen biatlon 2009 in Pyeongchang eindigde Oestjoegov als twintigste op de 12,5 kilometer achtervolging, als zevenenveertigste op de 10 kilometer sprint en als vijfenvijftigste op de 20 kilometer. Op de 4x7,5 kilometer estafette eindigde hij samen met Ivan Tsjerezov, Maksim Maksimov en Maksim Tsjoedov op de zesde plaats. Bij de tweede sprintwedstrijd van het seizoen 2009/2010, in Hochfilzen, stond de Rus voor de eerste maal in zijn carrière op het podium van een wereldbekerwedstrijd. Een week later boekte hij op de achtervolging in Pokljuka zijn eerste wereldbekerzege.
In 2014 won hij olympisch goud in eigen land met de Russische estafetteploeg.

## Resultaten

### Wereldkampioenschappen
| Jaar | Plaats      | Resultaten                                                                             |
| ---- | ----------- | -------------------------------------------------------------------------------------- |
| 2009 | Pyeongchang | 20e 12,5 km achtervolging 47e 10 km sprint 55e 20 km individueel 6e 4x7,5 km estafette |

### Wereldbeker
Eindklasseringen
| Seizoen   | Algemeen | Individueel | Sprint | Achtervolging | Massastart |
| --------- | -------- | ----------- | ------ | ------------- | ---------- |
| 2008/2009 | 33e      |             |        |               |            |

Wereldbekerzeges
| Nr. | Datum            | Plaats   | Onderdeel             |
| --- | ---------------- | -------- | --------------------- |
| 1.  | 20 december 2009 | Pokljuka | 12,5 km achtervolging |
| 2.  | 9 januari 2010   | Oberhof  | 10 km sprint          |